# Harry Potter und die Heiligtümer des Todes – Teil 1

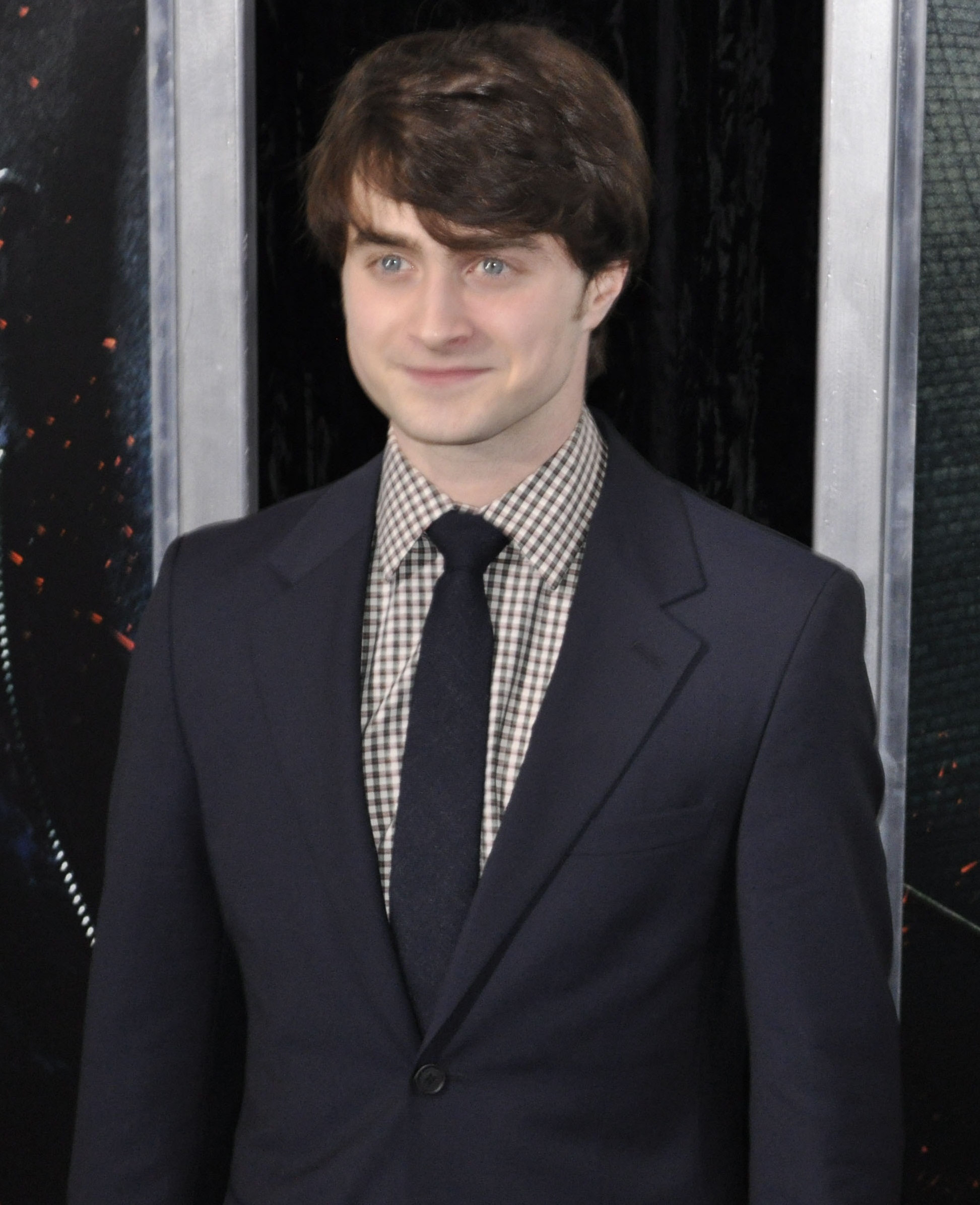
Daniel Radcliffe bei der Premiere in New York

Harry Potter und die Heiligtümer des Todes – Teil 1 ist ein britisch-US-amerikanischer Fantasyfilm aus dem Jahr 2010 von Regisseur David Yates. Das Drehbuch schrieb Steve Kloves auf Basis der ersten 23 Kapitel des Romans Harry Potter und die Heiligtümer des Todes der Autorin J. K. Rowling.

## Handlung
Harrys Onkel Vernon, seine Tante Petunia und sein Cousin Dudley verlassen ihr Haus im Ligusterweg, da sie dort nicht mehr sicher sind. Hermine löscht mittels Magie jede Erinnerung ihrer Eltern an sie, kurz bevor sie ihr Zuhause verlässt. Nun glauben ihre Eltern, dass sie niemals eine Tochter hatten. Sie trifft wenig später gemeinsam mit einigen Mitgliedern des Phönixordens im Haus der Dursleys ein, um Harry zum Fuchsbau der Weasleys zu eskortieren. Bei einem Treffen der Todesser im Herrenhaus der Malfoys informiert Severus Snape Lord Voldemort über den Zeitpunkt von Harrys Abreise. Um die Todesser zu verwirren, nehmen sechs Zauberer mittels eines Vielsaft-Trankes Harrys Aussehen an. Je ein Doppelgänger Harrys ist anschließend mit einer Begleitperson auf verschiedenen Routen zum Haus der Weasleys unterwegs. Der echte Harry, der von Hagrid begleitet wird, verliert allerdings seine Tarnung, als seine Schneeeule Hedwig sich im Flug dem Angriff eines Todessers auf Harry in den Weg stellt und getötet wird. Daraufhin nimmt Lord Voldemort die Verfolgung auf, doch sein Todesfluch wird von Harrys Zauberstab abgefangen. Gerade rechtzeitig können Harry und Hagrid in das Schutzgebiet rund um den Fuchsbau eintauchen. Mad-Eye Moody überlebt die Reise nicht, sein Begleiter Mundungus disappariert und George Weasley verliert ein Ohr.
Im Fuchsbau erhält Harry Besuch vom neuen Zaubereiminister Rufus Scrimgeour, der das Testament von Albus Dumbledore verliest. Dumbledore hat Harry den goldenen Schnatz vermacht, den er bei seinem ersten Quidditch-Spiel gefangen hatte, Ron seinen Deluminator und Hermine das Buch Die Märchen von Beedle dem Barden. Die drei wissen mit den Gegenständen vorerst nicht viel anzufangen.
Scrimgeour verweigert Harry das ebenfalls per Testament vererbte Schwert von Godric Gryffindor mit der Behauptung, dieses sei nicht Dumbledores Eigentum gewesen. Zudem sei es verschwunden und nicht auffindbar.
Auf der Hochzeit von Bill Weasley und Fleur Delacour unterhält sich Harry mit Muriel und Elphias Doge, einem Kindheitsfreund Dumbledores, erfährt erstmals von Dumbledores Bruder Aberforth und erkennt, dass er seinen verstorbenen Mentor kaum richtig gekannt hat. Die Feier findet ein jähes Ende, als der Patronus von Kingsley Shacklebolt verkündet, dass das Ministerium gefallen sei, der Zaubereiminister Scrimgeour tot sei und die Todesser bald ankämen. Harry, Hermine und Ron apparieren in die Shaftesbury Avenue von London und flüchten in ein Lokal, wo sie von zwei Todessern gefunden und angegriffen werden (da sie Voldemorts Namen ausgesprochen haben und auf ihm ein Tabu lag/liegt). In Grimmauldplatz 12 finden sie ein Versteck. Hier entdecken sie, dass der geheimnisvolle „R.A.B.“, der den Horkrux in Form eines Medaillons aus der Höhle entwendet hatte, Sirius Blacks Bruder Regulus Arcturus Black war. Wie sie kurz darauf erfahren, befindet sich der echte Horkrux nun im Besitz von Dolores Umbridge. Um das Medaillon zurückzuholen, dringen sie mithilfe des Vielsaft-Trankes ins Zaubereiministerium ein. Sie entwenden den Horkrux, fliehen vor Todessern und landen in einem Wald. Damit beginnt ihre ständige Flucht durch Großbritannien, bei der sie den scheinbar unzerstörbaren Horkrux immer bei sich tragen. Dieser übt, wie sich herausstellt, negativen Einfluss auf die Stimmung seines Trägers aus, sodass Ron die zwei anderen eines Tages nach einem Streit verlässt.
Hermine und Harry besuchen das Grab von Harrys Eltern in Godric’s Hollow und treffen dort die alte Historikerin Bathilda Bagshot, die Dumbledore gekannt hat. Wie sich herausstellt, ist die Frau allerdings bereits seit Wochen tot und Voldemorts Schlange Nagini hat sich in deren Körper eingenistet. In letzter Sekunde kann Hermine sich und Harry vor der Schlange retten; bei ihrem Verteidigungszauber wird Harrys Zauberstab zerstört.
Im Waldgebiet Forest of Dean entdeckt Harry während einer Nachtwache eine Patronus-Hirschkuh, die ihn zu einem zugefrorenen See führt. Auf dem Grund des Sees erblickt er das Schwert von Gryffindor. Bei dem Versuch, das Schwert zu bergen, ertrinkt Harry beinahe und wird vom wiedergekehrten Ron im letzten Moment gerettet. Anschließend zerstört Ron den Horkrux mit dem Schwert und wird trotz Spannungen mit Hermine wieder in die Gruppe aufgenommen. Die einzige weitere Spur auf ihrer Suche nach Horkruxen sehen die drei in einem unerklärlichen Symbol, das in Hermines von Dumbledore überlassenen Buch Die Märchen von Beedle dem Barden vorkommt und sie zu Luna Lovegoods Vater Xenophilius Lovegood führt. Dieser erklärt ihnen, dass dies das Symbol der Heiligtümer des Todes ist, und weist die drei auf das Märchen von den drei Brüdern hin, das in Hermines Märchenbuch zu finden ist. Die Geschichte erzählt von drei Brüdern, die sich drei machtvolle Gegenstände vom Tod persönlich geben ließen: den Elderstab (den mächtigsten Zauberstab der Welt), den Stein der Auferstehung und den Tarnumhang. Bevor Harry, Hermine und Ron genauer darüber nachdenken können, erreichen Todesser Lovegoods Haus. Mr. Lovegood hat die drei verraten, um seine Tochter Luna aus den Fängen von Voldemorts Todessern zu retten. Auf ihrer erneuten Flucht werden sie von einer Gruppe Kopfgeldjägern, sogenannten „Greifern“, gefangen genommen und zum Herrenhaus der Malfoys gebracht.
Im Haus der Malfoys wird ihr Gepäck durchsucht, worunter sich Gryffindors Schwert befindet. Als Bellatrix Lestrange das Schwert erkennt, das eigentlich in ihrem Verlies in der Zaubererbank Gringotts liegen sollte, verhört sie Hermine unter Folter, während Ron und Harry im Keller des Anwesens eingesperrt sind. Dort treffen sie auf Luna Lovegood, den Zauberstabmacher Mr. Ollivander sowie den Kobold Griphook. Harry sieht in einer Scherbe seines magischen Zweiwegespiegels, den er einst von Sirius Black geschenkt bekommen hatte, ein Auge und bittet um Hilfe. Kurz darauf erscheint der Hauself Dobby und ermöglicht es den anderen Gefangenen, aus dem Keller zu fliehen. Ron und Harry befreien Hermine, wobei Ron Bellatrix entwaffnet und Harry ihren Zauberstab auffängt. Harry entwaffnet Draco Malfoy. Dobby appariert mit ihnen zum Shell Cottage am Meeresstrand. Allerdings verwundet ein von Bellatrix geschleudertes Messer ihn so schwer, dass er in Harrys Armen stirbt. Harry beerdigt den Hauselfen ohne Magie.
In der letzten Szene, die auch zu Beginn des zweiten Teils zu sehen ist, bricht Voldemort die Grabstätte von Albus Dumbledore auf einer Insel im See bei Hogwarts auf, nimmt den Elderstab aus den Händen des Toten an sich und schießt damit einen Lichtstrahl in den Himmel.

## Produktion
Da der Film zusammen mit dem 2. Teil gedreht wurde, behandelt dieser Abschnitt beide Teile.
Die Idee, einen zweiteiligen Film aus einem Harry-Potter-Roman zu machen, stand bereits beim 4. Harry-Potter-Film, Harry Potter und der Feuerkelch, zur Debatte, wurde aber wieder verworfen. 2007 wurde dann die Teilung des siebten Teils diskutiert. Nach dem Ende des Streiks der Writers Guild of America 2008 einigten sich der Produzent David Heyman und die Autoren Steve Kloves (Drehbuch) und Joanne K. Rowling (Romanvorlage) auf die Zweiteilung von Harry Potter und die Heiligtümer des Todes.
Vor der offiziellen Entscheidung, David Yates als Regisseur des Zweiteilers einzusetzen, bekundeten auch andere Interesse an der Aufgabe, so Alfonso Cuarón (Regisseur des dritten Teils, Harry Potter und der Gefangene von Askaban) und Guillermo del Toro, dessen Bewerbung als Regisseur für den dritten Teil seinerzeit gescheitert war. Letzterer zog jedoch aufgrund des hohen Arbeitspensums bei der Produktion des Films Der Hobbit seine Bewerbung zurück.
Heyman merkte an, dass auf Grund der Länge des letzten Teils näher als in den vorhergehenden Filmen an der Romanvorlage gearbeitet werden würde. Daniel Radcliffe sagte in einem Interview, besonders der erste Teil sei ein Road Movie. 
Bei den Proben für einen Stunt in den Leavesden Film Studios zog sich Daniel Radcliffes Stuntdouble David Holmes eine schwere Wirbelsäulenverletzung zu. Holmes ist seitdem querschnittsgelähmt.
Nick Moran, der den Greifer Scabior verkörpert, bestätigte in einem Interview, dass einige Szenen, in denen er mitspielt, nicht im Film zu sehen sein werden. Der Produzent Heyman entschied dies, weil ihn einige Szenen an den Horrorthriller Saw erinnert hätten. Dies lässt darauf schließen, dass einige Szenen zu düster sind und aufgrund der bevorstehenden Prüfung der Altersfreigabe geschnitten wurden.
Die Dreharbeiten begannen am 19. Februar 2009 und endeten am 12. Juni 2010, wobei in dieser Zeit sowohl Teil 1 als auch Teil 2 gedreht wurden.

### Umsetzung in 3D
Nach der Ankündigung, den ersten Teil in 2D- und 3D-Kinos zu veröffentlichen, teilte Warner Bros. am 9. Oktober 2010 mit, dass dies aufgrund knapper Zeit, um die bestmögliche Qualität bei der Nachbearbeitung zu garantieren, nicht möglich sein werde. Somit kam „Harry Potter und die Heiligtümer des Todes – Teil 1“ nur als 2D-Film ins Kino. Allerdings wurde bekanntgegeben, dass der zweite Teil wie geplant sowohl in 2D als auch in 3D erscheinen werde, aufgrund der längeren Nachbearbeitungszeit, so dass eine gute Qualität der 3D-Version zu erwarten wäre. Eine 3D-Konvertierung des ersten Teils erschien später jedoch auf Blu-ray.

### Filmmusik
Für die Komposition der Filmmusik wollte Regisseur Yates den Komponisten Nicholas Hooper engagieren, der schon die Musik für die beiden vorangehenden Filme Harry Potter und der Orden des Phönix sowie Harry Potter und der Halbblutprinz verfasste. Hooper nahm das Angebot jedoch nicht an. Im Januar 2010 wurde bekanntgegeben, dass Alexandre Desplat die Musik für Teil eins komponieren wird. Desplat sagte in einem Interview, er würde den ganzen Sommer über komponieren und aufnehmen.

„Ich würde jede Gelegenheit ergreifen, die fabelhafte Melodie, die von John Williams geschrieben wurde, zu nutzen. Ich würde sagen, dass sie nicht ausreichend genutzt wurde in den letzten Filmen. Wenn ich also die Möglichkeit habe und wenn es mir das Filmmaterial erlaubt, dann werde ich es arrangieren und der Melodie eine neue Bedeutung geben.“

Desplat greift somit wie seine Vorgänger auch auf das vom amerikanischen Komponisten John Williams geschriebene Hedwig’s Theme zurück, das weltweit mit den Harry-Potter-Filmen in Verbindung gebracht wird.

## Synchronisation
| Rolle                                   | Darsteller           | Synchronsprecher     |                 |
| Hauptcharaktere                         | Hauptcharaktere      | Hauptcharaktere      | Hauptcharaktere |
| --------------------------------------- | -------------------- | -------------------- | --------------- |
| Harry Potter                            | Daniel Radcliffe     | Nico Sablik          |                 |
| Ron Weasley                             | Rupert Grint         | Max Felder           |                 |
| Hermine Granger                         | Emma Watson          | Gabrielle Pietermann |                 |
| Voldemort und seine Anhänger (Todesser) |                      |                      |                 |
| Bellatrix Lestrange                     | Helena Bonham Carter | Elisabeth Günther    |                 |
| Draco Malfoy                            | Tom Felton           | Moritz Pertramer     |                 |
| Lord Voldemort                          | Ralph Fiennes        | Udo Schenk           |                 |
| Prof. Severus Snape                     | Alan Rickman         | Bernd Rumpf          |                 |
| Lucius Malfoy                           | Jason Isaacs         | Wolfgang Müller      |                 |
| Pius Thicknesse                         | Guy Henry            | Matthias Klie        |                 |
| Wurmschwanz                             | Timothy Spall        | Gudo Hoegel          |                 |
| Yaxley                                  | Peter Mullan         | Thomas Rauscher      |                 |
| Mitglieder des Orden des Phönix         |                      |                      |                 |
| Alastor „Mad-Eye“ Moody                 | Brendan Gleeson      | Roland Hemmo         |                 |
| Mundungus Fletcher                      | Andy Linden          | Uli Krohm            |                 |
| Arthur Weasley                          | Mark Williams        | Ulrich Frank         |                 |
| Molly Weasley                           | Julie Walters        | Katharina Lopinski   |                 |
| Bill Weasley                            | Domhnall Gleeson     | Sebastian Winkler    |                 |
| Nymphadora Tonks                        | Natalia Tena         | Kathrin Gaube        |                 |
| Remus Lupin                             | David Thewlis        | Frank Röth           |                 |
| Rubeus Hagrid                           | Robbie Coltrane      | Hartmut Neugebauer   |                 |

| Rolle                              | Darsteller                 | Synchronsprecher           |                            |
| Angestellte im Ministerium         | Angestellte im Ministerium | Angestellte im Ministerium | Angestellte im Ministerium |
| ---------------------------------- | -------------------------- | -------------------------- | -------------------------- |
| Dolores Umbridge                   | Imelda Staunton            | Christina Hoeltel          |                            |
| Kingsley Shacklebolt               | George Harris              | Oliver Stritzel            |                            |
| Rufus Scrimgeour                   | Bill Nighy                 | Frank Glaubrecht           |                            |
| Gäste auf Bill und Fleurs Hochzeit |                            |                            |                            |
| Elphias Doge                       | David Ryall                | Michael Rüth               |                            |
| Fleur Delacour                     | Clémence Poésy             | Tatjana Pokorny            |                            |
| Fred Weasley                       | James Phelps               | Stefan Günther             |                            |
| George Weasley                     | Oliver Phelps              | Stefan Günther             |                            |
| Ginny Weasley                      | Bonnie Wright              | Marcia von Rebay           |                            |
| Luna Lovegood                      | Evanna Lynch               | Laura Elßel                |                            |
| Xenophilius Lovegood               | Rhys Ifans                 | Christian Weygand          |                            |
| Tante Muriel                       | Matyelok Gibbs             | Gisela Fritsch             |                            |
| Andere                             |                            |                            |                            |
| Scabior                            | Nick Moran                 | Dirk Meyer                 |                            |
| Mr. Ollivander                     | John Hurt                  | Thomas Fritsch             |                            |
| Griphook                           | Warwick Davis              | Kai Taschner               |                            |
| Dobby (Stimme)                     | Toby Jones                 | Michael Habeck             |                            |
| Kreacher (Stimme)                  | Simon McBurney             | Erich Ludwig               |                            |
| Vernon Dursley                     | Richard Griffiths          | Harald Dietl               |                            |
| Dudley Dursley                     | Harry Melling              | Karim El Kammouchi         |                            |

## Veröffentlichung
Die Weltpremiere fand am 11. November 2010 in London statt. Kinostart in Deutschland und Österreich war am 17. November 2010, in Großbritannien und den USA am 19. November 2010. Am 8. April 2011 wurde der Film auf DVD und Blu-Ray jeweils als Single- und als 2-Disc Special Edition veröffentlicht. Deutsche Free-TV-Premiere hatte er am 25. Dezember 2012 auf RTL. Am 14. Juni 2013 wurde der Film zum ersten Mal im österreichischen Fernsehen auf ATV ausgestrahlt.

## Finanzieller Erfolg
Die Produktionskosten des Films wurden auf 250 Millionen US-Dollar geschätzt. Der Film spielte in den Kinos weltweit rund 960,3 Millionen US-Dollar ein, davon rund 296 Millionen US-Dollar in den USA und 66 Millionen US-Dollar in Deutschland. Das weltweite Einspielergebnis ist das dritthöchste der Filmreihe nach dem abschließenden zweiten Teil und der Auftaktfolge Harry Potter und der Stein der Weisen. Der Film befindet sich auf Platz 50 (Stand: 19. April 2025) der Filme mit dem höchsten Einspielergebnis aller Zeiten. Nach Toy Story 3 und Alice im Wunderland war der Film der finanziell dritterfolgreichste Film des Jahres 2010 weltweit.

## Kritiken
Filmstarts vergibt 3,5 von 5 Punkten (gut):

„,Harry Potter und die Heiligtümer des Todes – Teil 1‘ unterscheidet sich stilistisch von den vorherigen Teilen erheblich, weil Regisseur David Yates die doppelte Spielzeit bekommt, um seine Geschichte zu erzählen. Dieses Geschenk nutzt der Brite größtenteils gut aus. So wird er der Vorlage gerechterer als in seinen vorherigen zwei Versuchen mit ,Der Orden des Phönix‘ und ,Der Halbblutprinz‘. …

David Yates [serviert] mit ,Die Heiligtümer des Todes‘ nun den mit Abstand düstersten Teil der Reihe. …

Bei aller schauspielerischen Qualität, die den Film stärkt, ist es aber ausgerechnet Hauself Dobby […], der in einer herzzerreißenden Szene die größten Emotionen auf die Leinwand zaubert.“

epd film vergibt 3 von 5 Punkten:

„Der Brite David Yates […] schafft es, märchenhaften Horror mit politischen Allegorien unter einen Hut zu bringen und dabei die Hormone nicht zu vergessen. …

Für Anfänger aber ist dieses Halbfinale trotz der Freigabe ab 12 Jahren zu krass.“

Der Filmdienst schreibt:

„Teil 1 der ,Heiligtümer des Todes‘ ist mit seinem Gespür für das menschliche Drama seiner Figuren jedenfalls zum bisher grimmigsten, aber auch stärksten Teil der Filmreihe geworden.“

Die Zeit schreibt:

„… Es gibt noch einige solcher gelungenen Szenen. Doch sie stehen für sich allein. Die Haupthandlung kommt wie schon im Buch kaum voran und fesselt nicht. Die Suche nach den sieben Horkruxen, nach Gegenständen, in die Voldemort seine Seele stückchenweise verpackt hat, damit er unsterblich wird, zieht sich in die Länge.“

Die New York Times schreibt:

„Not that ‘Deathly Hallows’ is grim, exactly. But it is, to an unusual and somewhat risky degree, sadder and slower than the earlier films.“

„Nicht dass ,Heiligtümer des Todes‘ wirklich düster wäre. Aber auf eine unübliche und etwas riskante Weise ist es trauriger und langsamer als die früheren Filme.“

## Auszeichnungen
Oscarverleihung 2011
- Nominierung in der Kategorie Bestes Szenenbild für Stuart Craig und Stephenie McMillan
- Nominierung in der Kategorie Beste visuelle Effekte für Tim Burke, John Richardson, Christian Manz und Nicolas Aithadi

British Academy Film Awards 2011
- Nominierung in der Kategorie Beste Maske für Amanda Knight und Lisa Tomblin
- Nominierung in der Kategorie Beste visuelle Effekte für Tim Burke, John Richardson, Christian Manz und Nicolas Aithadi

Satellite Awards 2010
- Nominierung in der Kategorie Beste Kamera für Eduardo Serra
- Nominierung in der Kategorie Beste Filmmusik für Alexandre Desplat

MTV Movie Awards 2011
- Bester Bösewicht für Tom Felton

Goldene Leinwand
- 3 Millionen Kinobesucher in 18 Monaten

DVD Champion
- Video Download Award an Warner Bros.

Visual Effects Society Awards 2011
- Outstanding Animated Character in a Live Action Feature Motion Picture: Auszeichnung für die Animation des Hauselfs Dobby, zusätzlich Nominierung für den Hauself Kreacher

Die Deutsche Film- und Medienbewertung verlieh dem Film das Prädikat besonders wertvoll.

## Fortsetzung
Kinostart für die Fortsetzung Harry Potter und die Heiligtümer des Todes – Teil 2 war in Deutschland am 13. Juli 2011, in den USA und in Großbritannien am 15. Juli 2011. Dieser kam sowohl als 2D-Version wie auch als 3D-Fassung ins Kino.